# Фонтан Нептуна (Рим)
Фонтан Нептуна (італ. Fontana del Nettuno) — один з трьох фонтанів на П'яцца Навона в Римі.
Розташований на півночі П'яцца Навона та центрального фонтану чотирьох річок
побудованого Берніні.  Його було побудовано архітектором  Джакомо делла Порта  спочатку як простий фонтан без скульптур у 1574 році. Сьогоднішній вигляд фонтан отримав між 1873 та 1878 роками. Скульптор Антоніо делла Бітта добудовує для фонтану центральну фігуру Нептуна, який тризубом полює на восьминога у супроводжені міфологічних морських істот — нереїд (робота Ґреґоріо Заппали).